# Logements abordables au Canada
 (mai 2025).
Motif : Au-delà des sources primaires, où sont les sources secondaires qui fournissent une analyse et qui en font un sujet encyclopédique ?
- Archive Wikiwix
- Bing
- Cairn
- DuckDuckGo
- E. Universalis
- Gallica
- Google
- G. Books
- G. News
- G. Scholar
- Persée
- Qwant
- (zh) Baidu
- (ru) Yandex
- (wd) trouver des œuvres sur Wikidata

| 1. | Préciser le motif de la pose du bandeau. | Précisez le motif de la pose du bandeau en utilisant la syntaxe suivante : {{admissibilité à vérifier\|date=mai 2025\|motif=remplacez ce texte par le motif}}                                       |
| 2. | Informer les utilisateurs concernés.     | Pensez à avertir le créateur de l'article, par exemple, en insérant le code ci-dessous sur sa page de discussion : {{subst:avertissement admissibilité à vérifier\|Logements abordables au Canada}} |

 (mai 2025).

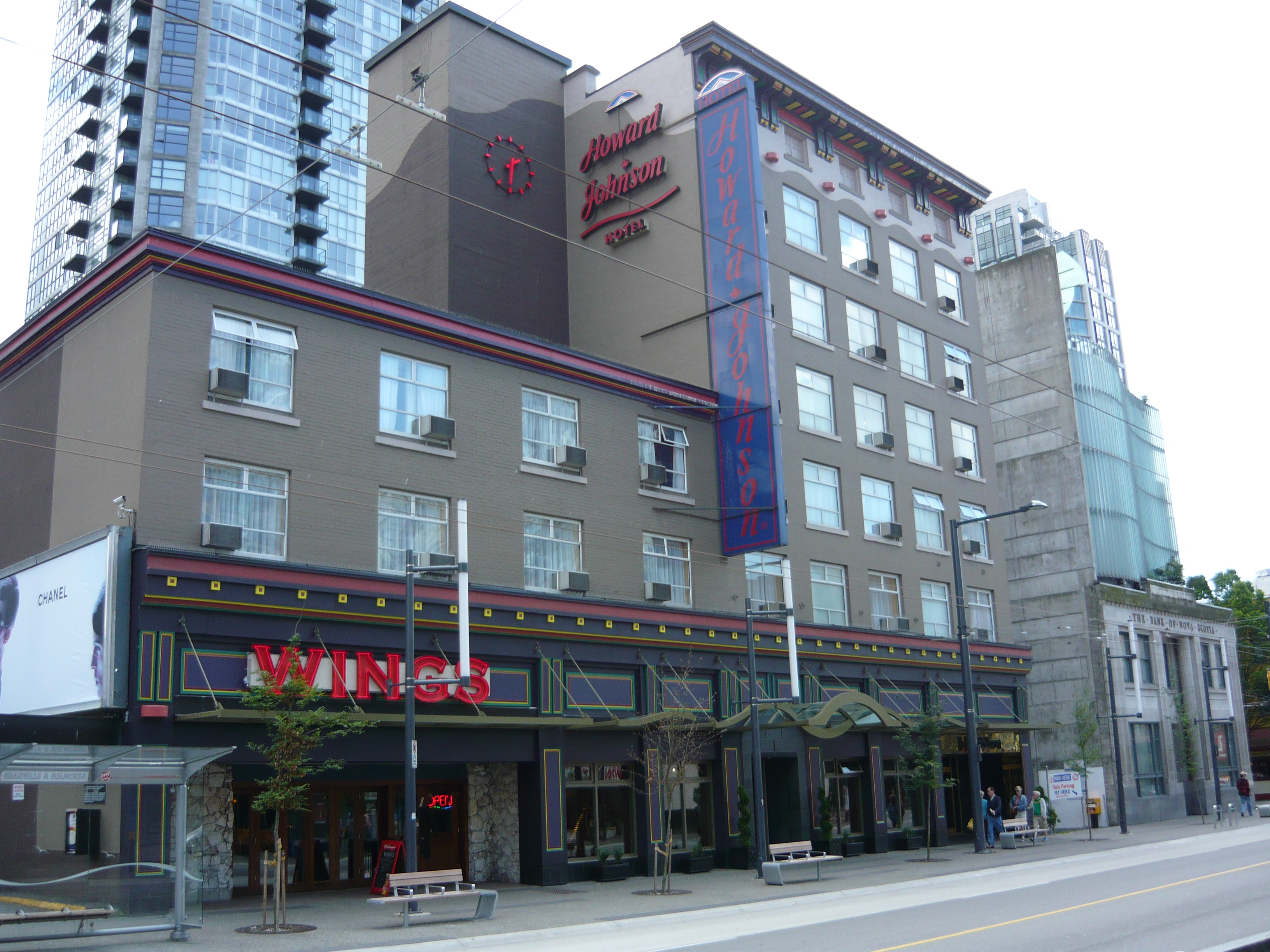
L'Hôtel Martinique propose des logements sociaux à Vancouver. Le logement social est un sous-type de logement abordable.

Au Canada, le logement abordable désigne des espaces de vie financièrement accessibles aux personnes ayant un revenu familial médian,. Le Canada se classe parmi les pays les plus développés parmi les moins bien lotis en matière d’accessibilité au logement.
L’abordabilité du logement est généralement mesurée en fonction d’un ratio frais de logement-revenu (RFLR) de 30 % par la Société canadienne d’hypothèques et de logement (SCHL), l’organisme national responsable de l’habitation au Canada.
Elle englobe un continuum allant des options basées sur le marché, comme le logement locatif abordable et l'accession à la propriété abordable, aux alternatives non commerciales, comme le logement subventionné par le gouvernement ( refuges d'urgence, logements de transition et logements sociaux ).

## Plan 2025-2031
- Objectifs
  - Construire davantage de logements abordables.
  - Doubler le rythme de construction de logements résidentiels pour atteindre 500 000 logements par an.
  - Construire 3,87 millions de nouveaux logements de 2025 a 2031.

- Mesures pour atteindre l'objectif
  - Réduire les coûts de construction résidentielle
  - Accélérer la construction de logements avec l'aide des municipalités
  - Transformer la façon dont les constructeurs bâtissent des logements
  - Augmenter la main-d'œuvre pour réaliser ces objectifs

- Créer Maisons Canada pour construire des logements abordables sur des terrains publics.
- Financement pour les constructeurs de maisons préfabriquées (8 milliards de dollars).
- Réduction des redevances d'aménagement pour les bâtiments résidentiels à logements multiples.
- Exemption de TPS pour les acheteurs d'une première maison dont le prix est inférieur à 1 million de dollars.

### Investissements
- 15 milliards de dollars pour le Programme de prêts à la construction d'appartements.
- 1 milliard de dollars pour le Fonds pour le logement abordable.
- 1,5 milliard de dollars pour le Fonds canadien de protection des loyers.

### Préoccupations des spécialistes
- Faisabilité : les taux d'intérêt élevés et les contraintes de capacité. pourraient entraver la construction
- Nécessité : certains doutent que la cible de 500 000 logements par an soit nécessaire ou réaliste.